# Distretto di Nikhom Kham Soi
Il distretto di Nikhom Kham Soi (in thailandese: นิคมคำสร้อย) è un distretto (amphoe) della Thailandia, situato nella provincia di Mukdahan.